# マルティニーク島の海戦
マルティニーク島の海戦（マルティニークとうのかいせん、英:Battle of Martinique）は、アメリカ独立戦争の一環として、1780年4月17日、西インド諸島のマルティニーク島付近の海上でイギリス海軍とフランス海軍の間で行われた海戦。
イギリス海軍がフランス海軍を追撃したが、イギリスのロドニー提督の命令の不徹底が原因で取り逃がす結果となった。

## 発端
1780年1月、フランスの提督ド・グッシェン伯爵は強力な艦隊とともに西インド諸島に派遣され、イギリスの提督ジョージ・ロドニーと対峙した。同年4月13日、ド・グッシェンは全艦隊にジャマイカ侵攻のための地上部隊3,000名を乗せて出撃した。報せを受けたロドニーもこれを捕捉すべく出撃した。

## 戦闘
両艦隊は4月16日午後4時にマルティニーク島の風下側で遭遇したが、日没が迫ったためそのまま前進を続けた。翌17日朝の段階ではロドニー艦隊がド・グッシェン艦隊の風上（右方）12～13マイルの位置にあり、フランス艦隊をやや後方から追いかける位置にあった。また、フランス艦隊の戦列が全長11マイルに及んでいたのに対し、イギリス艦隊はほぼ同数ながら約5マイルという緊密な（個艦の距離2ケーブル）戦列をなしていた。
ロドニーはまず艦隊に「敵戦列の後尾を攻撃する」と信号し、次に11時50分、「各艦はそれぞれ対応する相手に向かえ」と信号した。ロドニーの心積りでは、第1の信号で目標を明確にしておき、第2の信号により戦列の各艦が真横（すなわち敵戦列の後部）の敵艦に一斉に攻撃を仕掛けるはずだった。しかし先頭の「スターリング・カースル」の艦長ロバート・カーケットは信号の「対応する相手」とある部分にこだわり、はるか前方にいるフランスの先頭艦に向かって進んだ。そして後続する前衛戦隊もそれに倣った。また他にも同様の行動をとる艦があり、ロドニーの戦力集中の意図は実現されなかった。
フランス側では、ド・グッシェン配下の戦隊指揮官が整然と規則正しく危機に対処したこと、特に第3席の指揮官であるド・グラス伯爵がすばやく戦列を詰めたことにより、なんとか危機から脱出した。その代わりブーイェ侯爵の意図したジャマイカ攻略はあきらめざるを得なかった。

## 参戦艦（未完）

### イギリス海軍
- サンドウィッチ（Sandwitch） - ロドニーの旗艦
- スターリング・キャッスル（Stirling Castle）
- アルサイド（Alcide）
- イントレピッド（Intrepid）
- アルビオン（Albion）
- マグニフィセント（Magnificent）
- グラフトン（Grafton）

### フランス海軍
- クーローヌ（Couronne） - ド・グッシェンの旗艦
- プリュトン（Pluton）

## 参戦した人物
- ジェローム・ボナパルト - フランス皇帝ナポレオンの末弟。